# Ḩājjī Yār
Ḩājjī Yār (persiska: حاجی یار) är en ort i Iran.   Den ligger i provinsen Khorasan, i den nordöstra delen av landet, 700 km öster om huvudstaden Teheran. Ḩājjī Yār ligger 1 333 meter över havet och antalet invånare är 540.
Terrängen runt Ḩājjī Yār är platt åt nordväst, men åt sydost är den kuperad.Runt Ḩājjī Yār är det ganska glesbefolkat, med 25 invånare per kvadratkilometer. Närmaste större samhälle är Torbat-e Ḩeydarīyeh, 2,6 km nordväst om Ḩājjī Yār. Runt Ḩājjī Yār är det i huvudsak tätbebyggt.